# Überschießende Innentendenz
Überschießende Innentendenz ist ein Begriff aus der Rechtswissenschaft. Man spricht im Strafrecht von überschießender Innentendenz bei einem Delikt, das im subjektiven Tatbestand mehr verlangt, als im objektiven Tatbestand passiert sein muss. Ein solches Delikt ist zum Beispiel der Diebstahl gemäß § 242 StGB. Dort wird im subjektiven Tatbestand die Zueignungsabsicht verlangt, zu der es im objektiven Tatbestand keine Entsprechung gibt. Ebenso wird beispielsweise beim sog. Einzelrennen gemäß § 315d Abs. 1 Nr. 3 StGB eine Raserabsicht verlangt, die keine Entsprechung im objektiven Tatbestand findet.
Ein weiteres Beispiel ist die Urkundenfälschung gem. § 267 StGB. Dort wird subjektiv die Absicht, die Urkunde zur Täuschung im Rechtsverkehr zu nutzen, verlangt, während objektiv ein solcher Täuschungserfolg nicht gegeben sein muss. Ebenfalls ein Beispiel ist der Betrug gem. § 263 StGB, der im subjektiven Tatbestand die Absicht stoffgleicher Bereicherung voraussetzt, wozu es im objektiven Tatbestand kein Pendant gibt.
Man spricht vor diesem Hintergrund auch von erfolgskupierten Delikten.